# Kutubu
Kutubu, jezero na Novoj Gvineji u provinciji Southern Highlands, Papua Nova Gvineja. Izduženo je preko 18 kilometara u smjeru jugoistok-sjeverozapad, i nalazi se oko 50 kilometara jugozapadno od provincijskog središta Mendi. 
Kutubu je drugo po veličini jezero u PNG-u i prostire se na 4,924 hektara. Poznato je po svojim endemskim vrstama riba, kojih ima najmanje 10, odnosno između 10 i 14, među kojima i Melanotaenia lacustris, Oloplotosus torobo, Craterocephalus lacustris.
Na obalama jezera živi oko 2,500 ljudi u nekih dvanaest sela.